# Землетрясение в Белуджистане (2021)
Землетрясение в Белуджистане — землетрясение, произошедшее 7 октября 2021 года в 03:01 по местному времени в пакистанской провинции Белуджистан.

## Землетрясение
По данным Геологической службы США, землетрясение магнитудой 5,9 произошло в 03:01 по местному времени из-за надвигового разлома, который является частью складчатого и надвигового пояса под горами Сулейман и Центральным хребтом Брауи.

## Последствия
В результате землетрясения серьёзно пострадал город Харнай, в котором было разрушено 100 глинобитных домов.
Также сообщалось об ущербе в городах Сиби и Кветта.
Большинство домов в пострадавшем регионе построены из глины и камня, что делает их более уязвимыми для обрушения или серьезного ущерба от землетрясений. Заместитель комиссара правительства Белуджистана Сухайл Анвар Хашми сказал, что большинство смертей произошло результате обрушения крыш и стен.
Землетрясение вызвало оползни, которые заблокировали дороги.
Погибло по меньшей мере 26 человек. Неустановленное число жителей было погребено под обломками рухнувших зданий. Число раненых составляет 300 человек, и многие больницы в Белуджистане переполнены наплывом пациентов. Десять раненых, были доставлены авиатранспортом в Кветту.
Во второй половине того же дня, в который произошла катастрофа, состоялись похороны погибших. В районную больницу в Харнае поступило 15 трупов и много тяжелораненых детей. Многие пациенты проходили лечение за пределами здания больницы из-за недостатка мест в палатах. Четверо погибших были шахтёрами, погибшими когда их шахта обрушилась. Сообщается также, что десятки шахтеров в Белуджистане пропали без вести, предположительно оказавшись в ловушке. В другом случае мать и двое её детей погибли во сне, когда их дом рухнул. Ещё одна девочка, восьми лет, была найдена безжизненной под обломками. Среди погибших шестеро детей.

## Реакция
После землетрясения войска пакистанской армии были направлены в Харнай для оказания помощи в спасательных операциях. По меньшей мере девять раненых, нуждающихся в медицинской помощи, были доставлены вертолётами из пострадавшего региона в Кветту.
Межведомственные службы по связям с общественностью, армия, медицинский персонал, работники по экстренному реагированию и должностные лица работают вместе для координации спасательных работ. Команда поисково-спасательных служб из Равалпинди была направлена в Харнай, чтобы найти выживших под обломками.
Чиновники в Белуджистане объявили, что семьям каждого погибшего будет выплачено 200 000 пакистанских рупий.